# Hôtel du Louvre

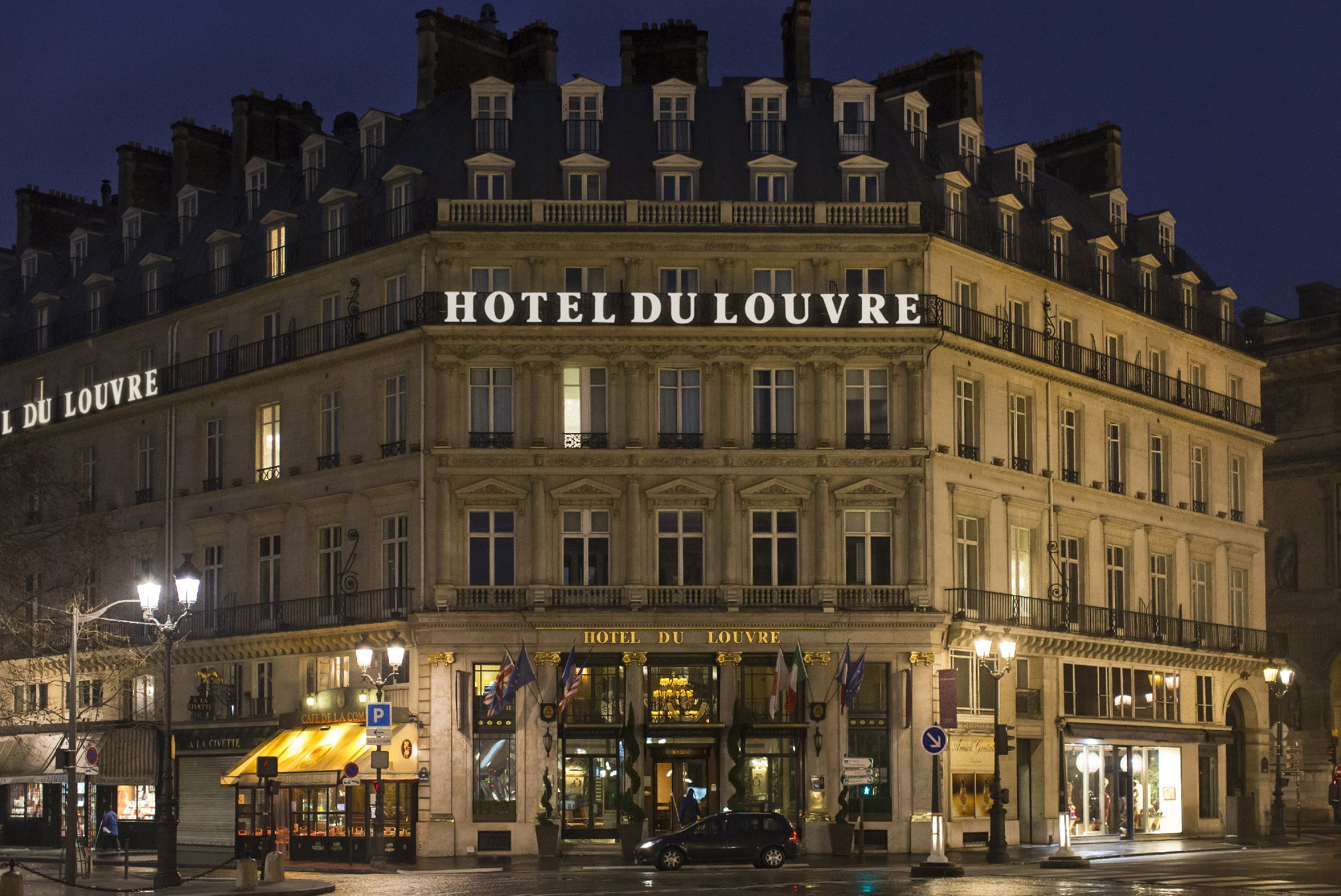
El hotel, en la Place André-Malraux.

El Hôtel du Louvre es un hotel de lujo parisino de Estilo Segundo Imperio, de cinco estrellas de categoría. Está situado frente al Museo del Louvre, en la Place André-Malraux del Distrito I. Es propiedad del grupo Constellation Hotels Holdings y es explotado actualmente por la cadena Hyatt.

## Situación
El hotel ocupa la manzana que se encuentra entre la Rue de Rivoli (frente al Palacio del Louvre), la Rue de Rohan, la Rue Saint-Honoré (frente a la Comédie-Française) y la Place du Palais-Royal (frente al Louvre des Antiquaires). Se encuentra en el eje de la Avenue de l'Opéra.

## Historia
El Hôtel du Louvre fue construido por voluntad del emperador Napoleón III en 1855. Bajo el impulso del prefecto Haussmann, la ciudad de París fue profundamente transformada. Como consecuencia de estas transformaciones, los callejones oscuros e insalubres que rodeaban el Museo del Louvre desaparecieron en beneficio de anchas arterias. Tras la apertura de la Rue de Rivoli, Napoleón III lanzó los proyectos de la nueva Ópera y la avenida que conduciría a ella. Al mismo tiempo, se desarrolló la Francia industrial y se realizaron las exposiciones universales de 1855 y 1867. Entonces se construirían Grands Hôtels y, a petición de Napoléon III, el Grand Hôtel du Louvre sería el primero de ellos. El hotel se construyó primero al este de su emplazamiento actual, en la ubicación actual del Louvre des Antiquaires.
Entonces dotado de unas setecientas habitaciones con comodidades modernas, ascensores y anchas escaleras, este Grand Hôtel du Louvre era uno de los más modernos de su época. Contaba entonces con 1250 empleados y ofreció por primera vez numerosos servicios a los huéspedes: conexiones en ómnibus entre el hotel y las estaciones, guías, intérpretes, oficina de información y oficina de cambio de divisas. Su restaurante adquirió también una reputación internacional porque, además de platos regionales, fue el primero que ofreció los platos más célebres de varios países extranjeros.

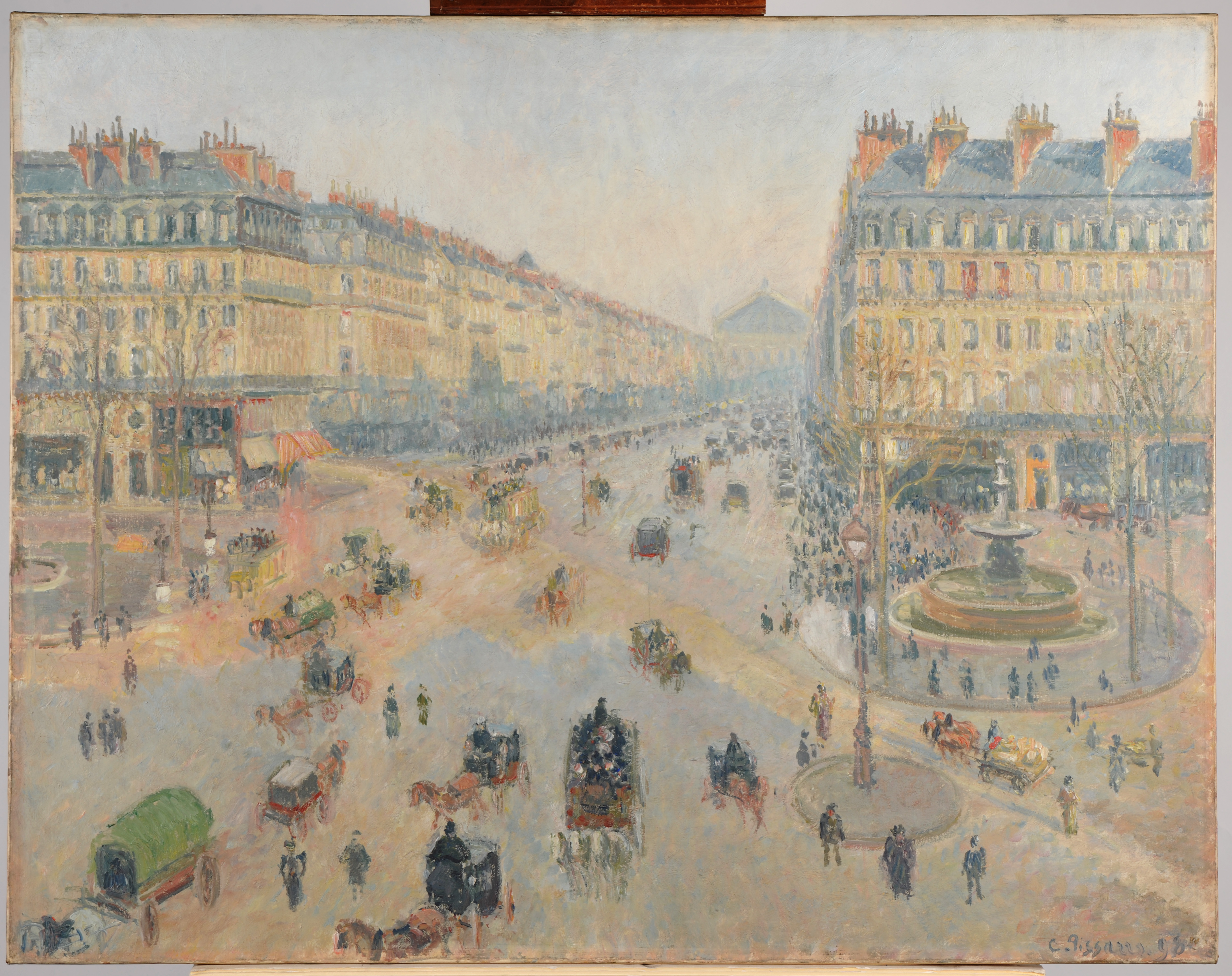
Camille Pissaro, Avenue de l'Opéra, sol, mañana de invierno, 1898.

En 1887, el hotel fue desplazado al otro lado de la Place du Palais-Royal, donde se encuentra actualmente, con el objetivo de dejar más espacio a los Grands Magasins du Louvre. El pintor impresionista Camille Pissarro pintó aquí en 1897 y 1898 varios cuadros, algunos de ellos desde las ventanas de la suite que ocupaba y que actualmente lleva su nombre. El psicoanalista Sigmund Freud se alojó en el hotel en 1910 y escribió aquí Un recuerdo infantil de Leonardo da Vinci. El hotel inspiró también a Arthur Conan Doyle, que hizo que se alojara en él un personaje de una aventura de Sherlock Holmes; en el vestíbulo hay una placa colocada por iniciativa de la Société Sherlock Holmes de France que hace referencia a esto. Esta información puede ser consultada en el relato Los planos del "Bruce-Partington".
En 2001 el hotel fue redecorado por la arquitecta Sybille de Margerie.
En junio de 2012, la prensa informó de que el hotel, propiedad del grupo Concorde Hotels & Resorts, había sido vendido, junto con el Hôtel Martinez, el Palais de la Méditerranée y el Hôtel Concorde La Fayette, a inversores cataríes. La compra se anunció oficialmente el 1 de febrero de 2013. El hotel ahora es propiedad de Constellation Hotels Holdings, una empresa con sede en Luxemburgo controlada por capital catarí. Al mismo tiempo, la cadena hotelera americana Hyatt fue escogida como explotadora.

## Arquitectura

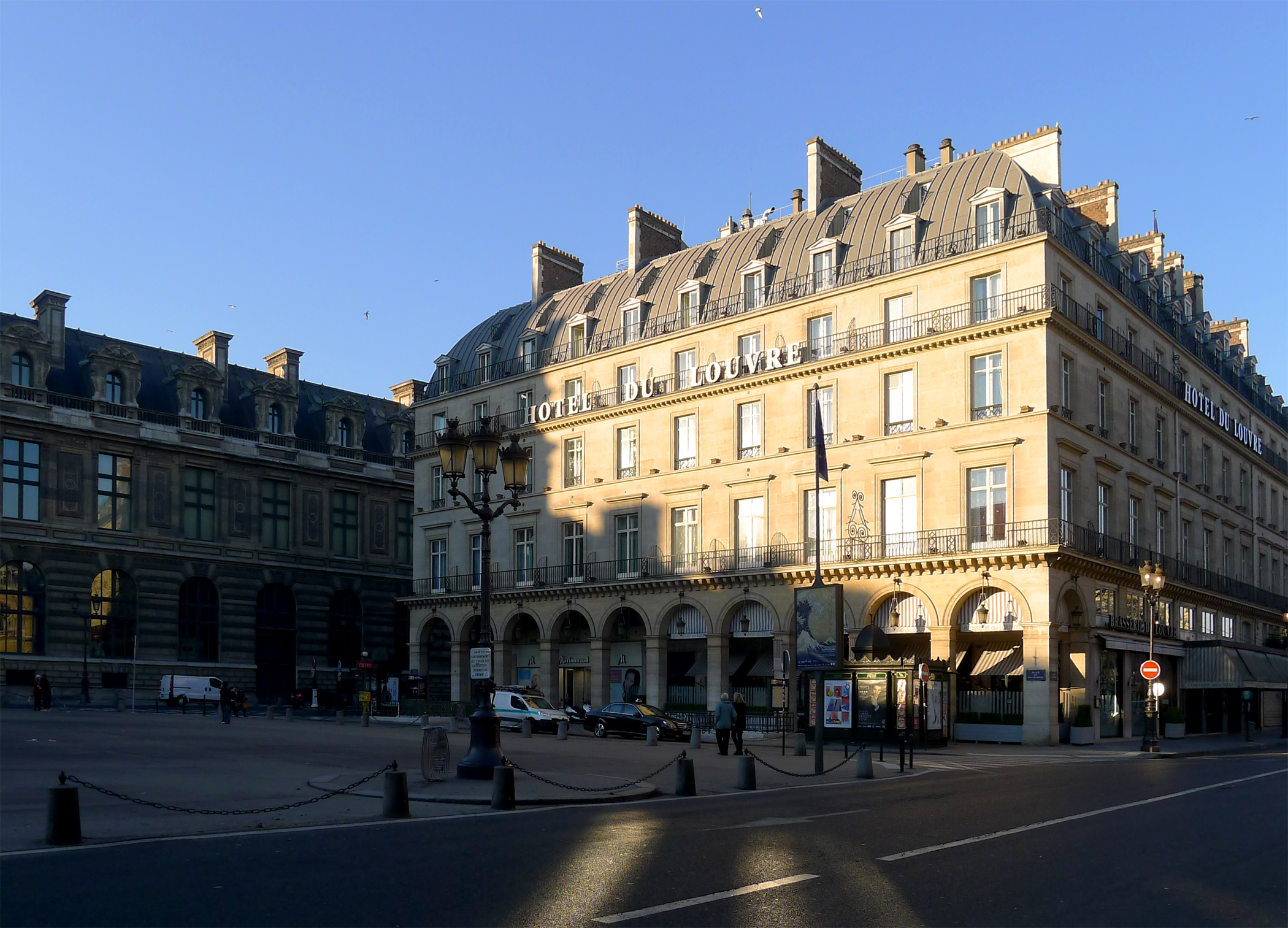
El Hôtel du Louvre en la esquina de la Place du Palais-Royal y la Rue Saint-Honoré.

Construido bajo el Segundo Imperio, el Hôtel du Louvre dispone de un exterior de estilo haussmanniano, respetado hasta nuestros días. Su interior está decorado en estilo Napoleón III, y en él destacan elementos como muros de mármol, madera oscura, columnas de mármol verde, una imponente lámpara y la escalera. Contiene:
- 133 habitaciones y 44 suites, entre ellas la suite Pissarro de 60 m²;
- 7 salones de recepción, entre ellos el salón Rohan, que puede acoger hasta 150 personas;
- un bar con una decoración que mezcla terciopelo rojo y madera;
- la Brasserie du Louvre, cuya terraza da hacia la Place du Palais-Royal. La carta está firmada por el chef Denis Bellon.

## Influencias y uso
En la novela Pot-Bouille, Émile Zola ambienta la cena después de la boda en el Hôtel du Louvre. En la película de Julien Duvivier basada en la obra, rodada en 1957, con Gérard Philippe, la recepción se recreó en los Estudios de Billancourt. Mathieu Amalric utilizó el hotel como marco de su adaptación de L'Illusion comique (2010).